# Jan Nagórski

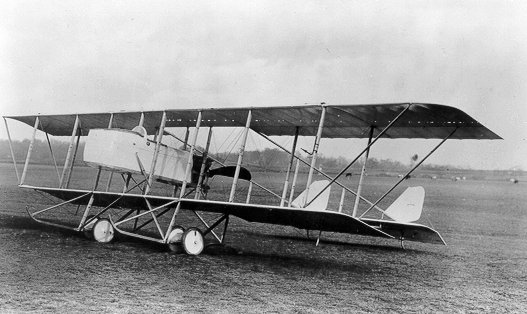
El Farman MF.11, el avión utilizado por Jan Nagórski en su pionero vuelo al noroeste de Nueva Zembla.

Alfons Jan Nagórski (en ruso: Иван Нагурский; en ruso transliterado: Iván Nagurski) (Włocławek, 27 de enero de 1888 — Varsovia, 9 de junio de 1976) fue un ingeniero y  pionero de la aviación polaco, la primera persona en volar en avión sobre el Ártico y el primer aviador en realizar un «loop» (maniobra acrobática) con un hidroplano.

## Biografía
Jan Nagórski nació en 1888 en Włocławek, que por aquel entonces formaba parte de la Rusia Imperial. Completó estudios de comercio en una escuela local y se graduó en 1909 en una escuela de infantería en Odesa y en el All-Aeroclub de Rusia en 1912. Al año siguiente logró completar su formación en la Escuela de Ingeniería Naval en Gátchina, cerca de San Petersburgo, donde obtuvo sus alas. Fue uno de los primeros pilotos de la Armada Imperial rusa. 

### Vuelos en el ártico
En 1914, a Nagórski se le encargó la difícil misión de localizar las expediciones perdidas en el Ártico de Georgy Sedov, Georgy Brusilov, y Vladímir Rusánov. En un aeroplano  Maurice Farman MF11, especialmente adquirido para tal fin en Francia, Nagórski embarcó en un barco en Arcángel y llegó a Nueva Zembla, donde puso en marcha una serie de vuelos de reconocimiento en las difíciles condiciones del ártico. Entre el 21 de agosto y el 13 de septiembre de 1914, voló en cinco misiones, con más de diez horas en el aire y viajando más de 1000 km sobre tierra y el mar de Barents. Durante el último vuelo llegó al paralelo 76ºN. Nagórski no pudo encontrar la expedición de Sedov, pero obtuvo una valiosa experiencia como primer aviador polar en la historia. Su informe al Almirantazgo preparado después de su regreso, así como un informe de los logros de Nagórski realizado por el almirante Mijaíl Zhdanko, incluían una serie de sugerencias que resultarían muy valiosas para todos los aviadores polares, entre ellas, la idea de pintar de color rojo todos los aviones que operasen en el Ártico, para hacerlos más visibles. Sus logros demostraron que el Polo Norte podría ser alcanzado por avión.

### I Guerra Mundial
A su regreso del Ártico, Nagórski volvió al servicio activo en la aviación naval durante la I Guerra Mundial. Estacionado en Åbo (Turku) en Finlandia, operó con una variedad de aviones en misiones de patrulla sobre el mar Báltico y mandó un escuadrón aéreo de la Flota del Báltico. Durante ese tiempo, realizó el primer bucle con un hidroavión (17 de septiembre de 1916). Al día siguiente repitió el loop dos veces con su avión experimental Grigorovich H-9 . Por sus servicios durante la guerra, Nagórski fue galardonado con cinco medallas militares rusas. Al año siguiente, su avión fue dañado sobre el mar Báltico y Nagórski fue declarado desaparecido. Después de varias horas en el mar, fue rescatado por un submarino ruso, y llevado a un hospital militar en Riga. Se recuperó rápidamente y regresó a su unidad, pero el informe de su recuperación nunca llegó al cuartel.

### Regreso a Polonia
Después de la Revolución de Octubre, la unidad de Nagórski se integró en el Ejército Rojo y tomó parte en la Guerra Civil rusa. Regresó a Polonia en 1919 y trató de unirse al Ejército polaco, pero fue rechazado debido a su servicio pasado con los rojos. En el caos de la guerra civil rusa, los archivos personales de Nagórski se perdieron y fue declarado muerto por las autoridades rusas. A continuación, se asentó en el sur de Polonia y empezó a trabajar como ingeniero y diseñador de frigoríficos y refrigeradores para el azúcar y la industria del petróleo. En 1925, las noticias de los vuelos de Nagórski en el Ártico llegaron a Richard Byrd, que se puso en contacto con él y le pidió más detalles sobre las condiciones meteorológicas y otros consejos. La información obtenida resultó valiosa durante sus expediciones posteriores al Ártico y el Antártico. Entre otros pioneros de la aviación ártica que aprovecharon la experiencia de Nagórski están Walter Mitteholzer y Boris Chukhnovsky. Olvidado en Polonia y dado por muerto en Rusia, Nagórski adquirió mucha fama sin siquiera saberlo. En 1936, una estación meteorológica en Tierra de Francisco José, fue nombrada en su honor como Nagurskoye (80°49′N 47°25′E / 80.817, 47.417).
Nagórski sobrevivió a la II Guerra Mundial y continuó su carrera como trabajador civil en Gdansk y luego como ingeniero en Varsovia. En 1955, durante una de sus conferencias, Czesław Centkiewicz, un renombrado explorador polar polaco y autor, presentó a la audiencia una breve nota biográfica de un «largamente olvidado pionero de la aviación, el piloto ruso Ivan Nagurski que murió en 1917». Nagórski, que seguía interesado en la exploración de las regiones polares y estaba presente en la conferencia se puso en pie y anunció que él no era ruso y que definitivamente no estaba muerto. Esta revelación obtuvo una amplia difusión en los medios de comunicación polacos y los logros de Nagórski fueron redescubiertos. A sugerencia de Centkiewicz, Nagórski describió sus vuelos árticos en un libro titulado El primero sobre el Ártico («Pierwszy nad Arktyką», 1958). En 1960 publicó Sobre el arrdiente Báltico, las memorias de su I Guerra Mundial. («Nad płonącym Bałtykiem», 1960) Como reconocimiento final de sus hechos, Nagórski fue galardonado con la medalla Polonia Restituta por las autoridades polacas. Murió el 9 de junio de 1976 y fue enterrado en el cementerio Wólka Węglowa.